# Державний кордон Ботсвани

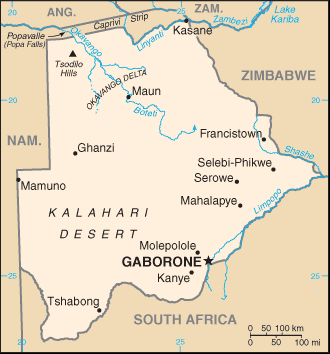
Карта Ботсвани

Державний кордон Ботсвани — державний кордон, лінія на поверхні Землі та вертикальна поверхня, що проходить по цій лінії, що визначають межі державного суверенітету Ботсвани над власними територією, водами, природними ресурсами в них і повітряним простором над ними.

## Сухопутний кордон
Загальна довжина кордону — 4347 км. Ботсвана межує з 4 державами. Уся територія країни суцільна, тобто анклавів чи ексклавів не існує. 
Ділянки державного кордону
| Держава  | Ділянка        | Довжина (км) | Прикордонні регіони | Примітки |
| -------- | -------------- | ------------ | ------------------- | -------- |
| ПАР      | південь        | 1969         |                     |          |
| Намібія  | захід і північ | 1544         |                     |          |
| Зімбабве | схід           | 834          |                     |          |
| Замбія   | північ         | 0,15         |                     |          |

Країна не має виходу до вод Світового океану.